# Санний спорт на зимових Олімпійських іграх 2022
Змагання з санного спорту на зимових Олімпійських іграх 2022 триватимуть з 5 до 10 лютого в Санно-бобслейному центрі Сяохайто. Розіграють 4 комплекти нагород.
У змаганнях візьмуть участь 106 спортсменів з 26-ти країн.

## Кваліфікація
За підсумками кваліфікаційних змагань розподілено 106 квотних місць. По 35 осіб змагатимуться в одномісних санях серед чоловіків та жінок, а також 18 пар у двомісних санях. Естафетні команди сформуються за підсумками розподілу квот.

## Розклад
Вказано місцевий час (UTC+8)
| День   | Дата                | Початок | Змагання                                     |
| ------ | ------------------- | ------- | -------------------------------------------- |
| День 2 | Субота, 5 лютого    | 19:10   | Чоловіки (одномісні сани), 1-й та 2-й спуски |
| День 3 | Неділя, 6 лютого    | 19:30   | Чоловіки (одномісні сани), 3-й та 4-й спуски |
| День 4 | Понеділок, 7 лютого | 19:50   | Жінки (одномісні сани), 1-й та 2-й спуски    |
| День 5 | Вівторок, 8 лютого  | 19:50   | Жінки (одномісні сани), 3-й та 4-й спуски    |
| День 6 | Середа, 9 лютого    | 20:20   | Двомісні сани, 1-й та 2-й спуски             |
| День 7 | Четвер, 10 лютого   | 21:30   | Змішана естафета                             |

## Чемпіони та призери

### Таблиця медалей
| Місце               | Країна                     | Золото | Срібло | Бронза | Загалом |
| ------------------- | -------------------------- | ------ | ------ | ------ | ------- |
| 1                   | Німеччина                  | 4      | 2      | 0      | 6       |
| 2                   | Австрія                    | 0      | 2      | 1      | 3       |
| 3                   | Олімпійський комітет Росії | 0      | 0      | 1      | 1       |
| 3                   | Італія                     | 0      | 0      | 1      | 1       |
| 3                   | Латвія                     | 0      | 0      | 1      | 1       |
| Загалом (5 збірних) | Загалом (5 збірних)        | 4      | 4      | 4      | 12      |

### Дисципліни
| Дисципліна                | Золото                                                                           | Золото   | Срібло                                                                   | Срібло   | Бронза                                                                    | Бронза   |
| ------------------------- | -------------------------------------------------------------------------------- | -------- | ------------------------------------------------------------------------ | -------- | ------------------------------------------------------------------------- | -------- |
| Одномісні сани (чоловіки) | Йоганнес Людвіг · Німеччина                                                      | 3:48.735 | Вольфганг Кіндль · Австрія                                               | 3:48.895 | Домінік Фішналлер · Італія                                                | 3:49.686 |
|                           |                                                                                  |          |                                                                          |          |                                                                           |          |
| Двомісні сани             | Тобіас Вендль · Тобіас Арльт · Німеччина                                         | 1:56.554 | Тоні Еггерт · Заша Бенекен · Німеччина                                   | 1:56.653 | Томас Штеу · Лоренц Коллер · Австрія                                      | 1:57.065 |
|                           |                                                                                  |          |                                                                          |          |                                                                           |          |
| Одномісні сани (жінки)    | Наталі Гайзенбергер · Німеччина                                                  | 3:53.454 | Анна Беррайтер · Німеччина                                               | 3:53.947 | Тетяна Іванова · Олімпійський комітет Росії                               | 3:54.507 |
|                           |                                                                                  |          |                                                                          |          |                                                                           |          |
| Змішана естафета          | Німеччина · Наталі Гайзенбергер · Йоганнес Людвіг · Тобіас Вендль · Тобіас Арльт | 3:03.406 | Австрія · Маделайне Егле · Вольфганг Кіндль · Томас Штеу · Лоренц Коллер | 3:03.486 | Латвія · Еліза Тірума · Крістерс Апарйодс · Мартиньш Ботс · Робертс Плуме | 3:04.354 |

## Країни-учасниці
У змаганнях візьмуть участь 110 спортсменів з 26-ти країн. Ірландія дебютує в цьому виді програми.
Числом у дужках позначено кількість спортсменів від країни.
- Аргентина (1)
- Австралія (1)
- Австрія (10)
- Боснія і Герцеговина (1)
- Болгарія (1)
- Канада (6)
- Китай (4)
- Чехія (4)
- Грузія (1)
- Німеччина (10)
- Велика Британія (1)
- Ірландія (1)
- Італія (8)
- Японія (1)
- Латвія (10)
- Молдова (1)
- Польща (4)
- Румунія (4)
- Олімпійський комітет Росії (10)
- Словаччина (5)
- Південна Корея (5)
- Швеція (2)
- Швейцарія (1)
- Китайський Тайбей (1)
- Україна (6)
- США (8)